# Louis-Marie de La Révellière-Lépeaux
Louis-Marie de La Révellière-Lépeaux, également orthographié La Revellière ou Larévellière, né le 24 août 1753 à Montaigu (province du Poitou, actuel département de la Vendée), mort le 27 mars 1824 à Paris dans l'ancien 11e arrondissement, est un homme politique de la Révolution française. 
Il a exercé les mandats de député à l'Assemblée nationale constituante, à la Convention nationale, au Conseil des Cinq-Cents, et a été élu directeur sous le Directoire.

## Biographie
Louis-Marie de La Révellière est le fils de Jean-Baptiste de La Révellière, « licencié ès loixs, conseiller du roy lieutenant juge au siège royal de Montaigu » et de Marie Anne Maillocheau.   
Il effectue ses études au collège de Beaupréau et à l'Oratoire d'Angers. Il aurait développé de l'aversion contre la religion catholique en raison de brutalités infligés par le curé de son collège et en raison de la partialité des oratoriens en faveur des pensionnaires issus des rangs prestigieux de la noblesse. La Révellière-Lépeaux est licencié en droit en 1775, devient avocat au Parlement de Paris, puis retourne vivre en Anjou où il devient professeur de botanique à la Société des Botanophiles puis directeur du Jardin des plantes d'Angers. 
Louis-Marie de La Révellière-Lépeaux épouse Jeanne Boyleau de Chandoiseau en 1781 à Montaigu.

### Mandat à la Constituante
Lors des États-généraux de 1789, Louis-Marie de La Révellière-Lépeaux est élu représentant du tiers-état, le troisième sur huit, pour la sénéchaussée d'Anjou. 
Il siège à gauche dans l'Assemblée nationale constituante et fréquente, parallèlement à son mandat, le club des Jacobins. En mai 1791, il vote en faveur du rattachement du Comtat Venaissin à la France, et en faveur de l'égalité entre les hommes blancs et les hommes libres de couleur. Le même mois, il soutient la proposition de Maximilien de Robespierre pour que les députés de la Constituante ne puissent être réélus à l'Assemblée nationale législative. 
Après son mandat, il devient administrateur du département de Maine-et-Loire et magistrat à la Haute Cour d'Orléans.

### Mandat à la Convention
La monarchie constitutionnelle mise en place par la constitution du 3 septembre 1791 prend fin à l'issue de la journée du 10 août 1792. Louis XVI est destitué et incarcéré avec sa famille à la tour du Temple. Un conseil exécutif de six ministres remplace le roi. 
En septembre 1792, Louis-Marie de La Révellière-Lépeaux est élu député de Maine-et-Loire, le quatrième sur onze, à la Convention nationale.
Il siège sur les bancs de la Gironde. Lors du procès de Louis XVI, il vote la mort et rejette l'appel au peuple et le sursis à l'exécution. En février 1793, il prend la défense Jean-Marie Roland, ancien ministre de l'Intérieur. En mars, il s'élève contre la création du tribunal révolutionnaire, et est élu membre de la Commission des Six chargée de contrôler le tribunal. En avril, il vote en faveur de la mise en accusation de Jean-Paul Marat. Celui-ci le dénonce un mois plus tard dans son journal comme « membre de la faction des hommes d’État ». En mai, il vote en faveur du rétablissement de la Commission des Douze.  
Louis-Marie de La Révellière-Lépeaux exerce des fonctions dirigeantes durant la première partie de son mandat. En mars 1793, sous la présidence de Jean Debry (député de l'Aisne), il est élu secrétaire de la Convention aux côtés de Jean-Baptiste Boyer-Fonfrède (député de la Gironde) et de Jean-Philippe Garran de Coulon (député du Loiret). Le même mois, il est élu suppléant de la Commission de Salut public. En avril, il échoue à entrer au Comité de Salut public, recueillant 146 voix et se plaçant dixième sur dix-huit, seuls les neuf premiers membres étant retenus.
En août 1793, il donne sa démission pour des raisons de santé. Dans une adresse à son département, il dénonce au terme de la journée du 2 juin l'emprisonnement des vingt-deux députés girondins « dans le lieu même de leurs séances par un ramas de séditieux ». Il quitte Paris et se cache dans la forêt de Montmorency, abrité par son ami le botaniste Louis-Augustin Bosc. Son frère aîné Jean-Baptiste La Révellière-Lépeaux, né en 1751 à Montaigu, alors président du tribunal criminel de Maine-et-Loire, est condamné à mort par le tribunal révolutionnaire le 26 germinal an II (13 avril 1794) et guillotiné deux jours plus tard.  
Louis-Marie de La Révellière-Lépeaux sort de la clandestinité après la chute de Robespierre. Le 18 ventôse an III (8 mars 1795), en même temps que les députés girondins décrétés hors-la-loi, il est réintégré à son poste de député sur motion d'Alexandre Thibaut, député du Cantal.  
Il prend une part active à la politique thermidorienne. En floréal an III (avril 1795), il est élu membre de la Commission des Onze, chargée de rédiger la Constitution de l'an III. En thermidor (juillet), il est élu président de la Convention, ses secrétaires étant Claude-Nicolas Leclerc (député du Loir-et-Cher), Jean-Angélique Lemoine-Devilleneuve (député de la Manche) et Louis-Jacques Savary (député de l'Eure). En fructidor (septembre), il est élu membre du Comité de Salut public, aux côtés de Théophile Berlier, de Jean-Jacques-Régis de Cambacérès et de Pierre Daunou. 
L'historienne Christine Le Bozec estime que La Révellière-Lépeaux incarne, au sein de la Commission des Onze, la tendance républicaine aux côtés de Théophile Berlier et de Jean-Baptiste Louvet. 

### Sous le Directoire

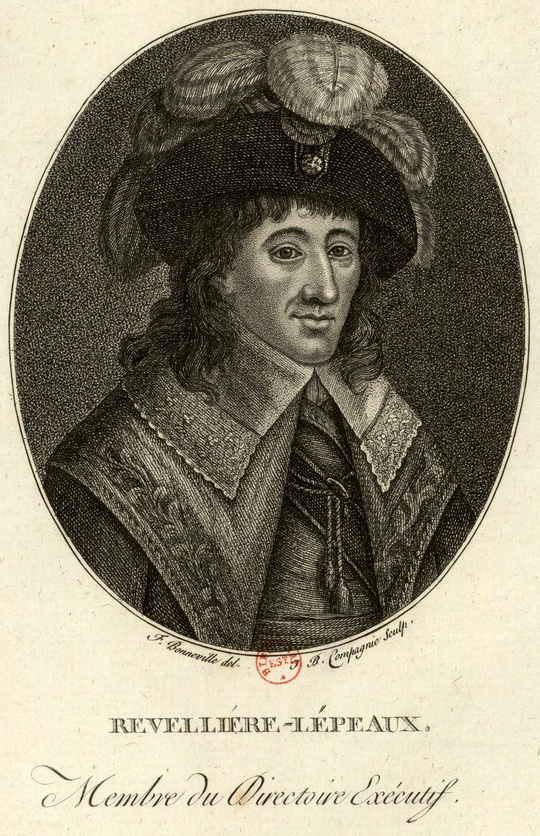
Louis-Marie de La Révellière-Lépeaux en tenue de Directeur, gravure de François Bonneville, Paris, BnF, département des estampes et de la photographie, 1796.

Membre du Conseil des Cinq-Cents, il est élu Directeur le 1er novembre 1795.

Il raconte son installation, accompagné des autres Directeurs, au Petit Luxembourg, qui avait servi de prison, à un moment où régnait à Paris le dénuement le plus terrible : « Les dragons à cheval qui les escortaient « montaient en mauvais souliers et en bas de laine percés, au lieu de bottes ». Lorsqu’ils pénétrèrent dans le palais, « nous trouvâmes, se souvient-il, tous les appartements littéralement nus : il n’y avait pas de meubles de quelque nature que ce fût. […] Nous nous réfugiâmes dans un petit cabinet. Le concierge Dupont nous y fit placer une petite table boiteuse dont un pied était rongé de vétusté, et quatre chaises, le tout lui appartenant. Il nous prêta aussi quelques bûches car le temps était assez froid ». 

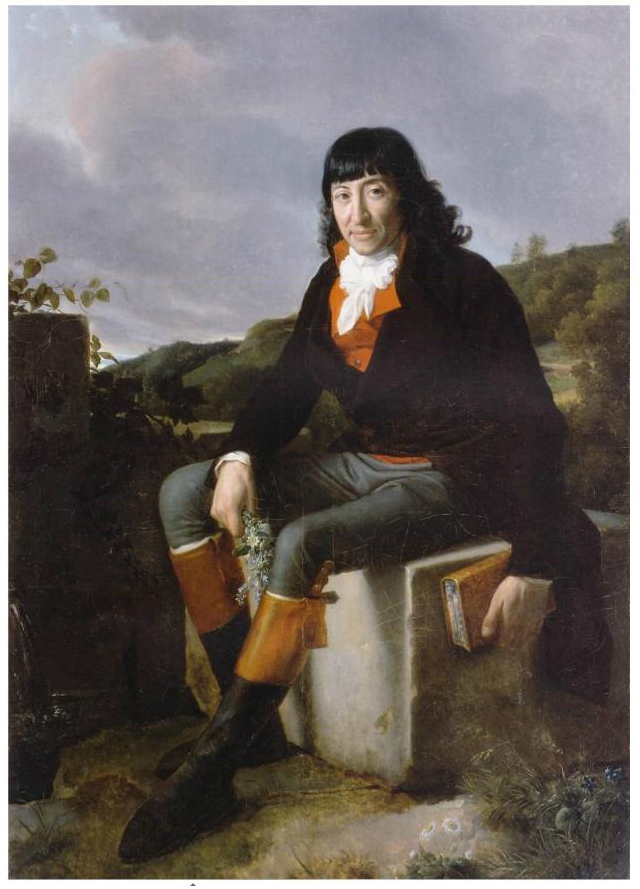
Louis-Marie de La Révellière-Lépeaux,
toile de François Gérard, 1798, Musée des Beaux-Arts d'Angers.

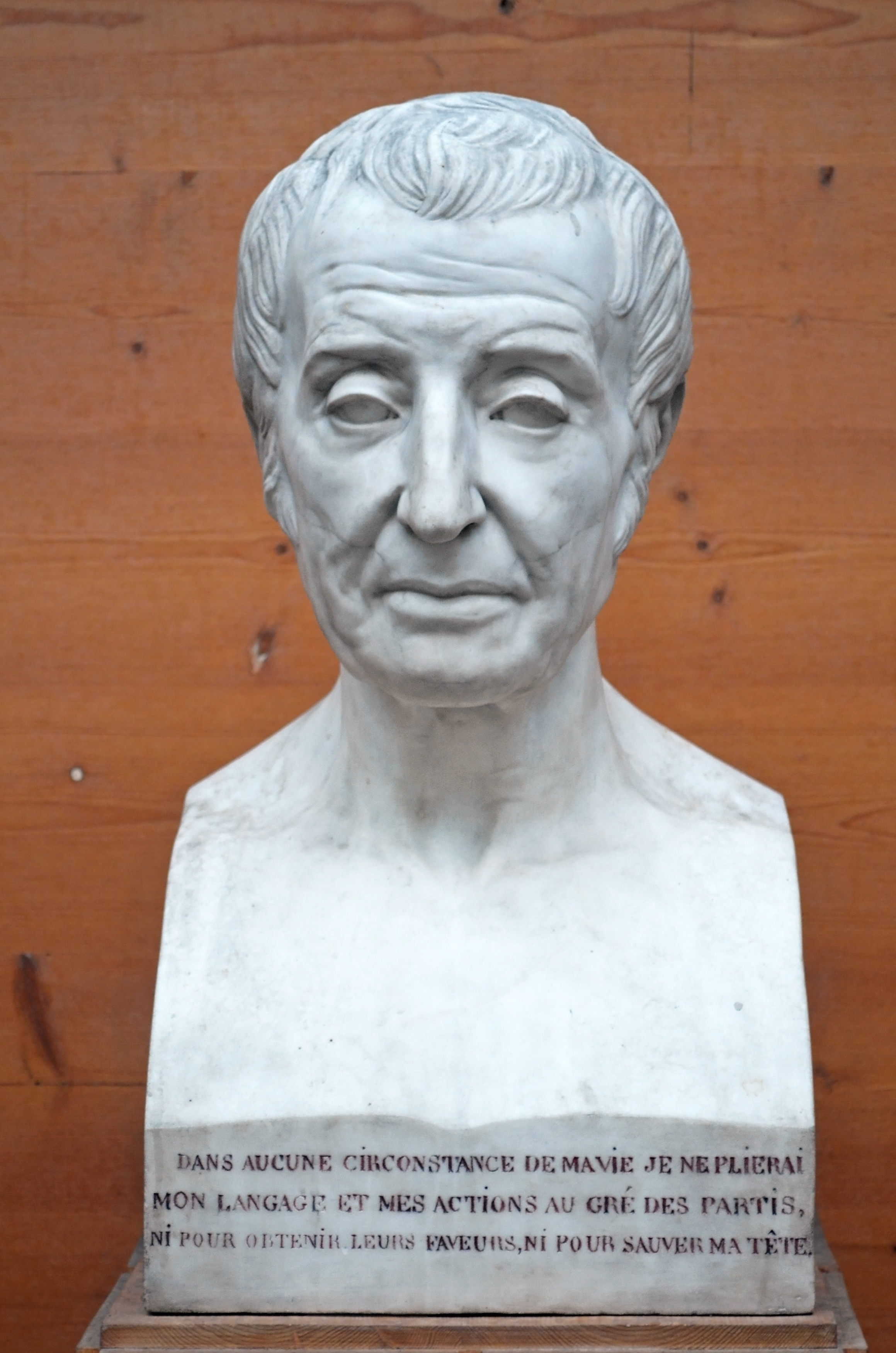
Buste de Louis-Marie de La Révellière-Lépeaux par le sculpteur David d'Angers.

Au Directoire, Louis-Marie de la Révellière-Lépeaux s'occupe surtout des questions culturelles et religieuses : corédaction de la constitution civile du clergé, création de l'Institut de France, diffusion de la théophilanthropie, religion rationnelle, et du culte décadaire. Il prépare avec Paul Barras et Jean-François Reubell le coup d'État du 18 fructidor an V (4 septembre 1797) contre les deux autres Directeurs : Barthélémy et Carnot. Il est décidé d'envoyer à Cayenne plus de 330 hommes, les "Déportés de Fructidor". Ce sont des monarchistes, des journalistes et des prêtres réfractaires français et belges. Ils partiront de Rochefort, parmi eux André-Daniel Laffon de Ladebat, François Barbé-Marbois, Pichegru et Ange Pitou.
En politique extérieure, il se montre hostile à la papauté mais s'oppose à toute idée d'unification de l'Italie, où il craint la domination des Jacobins. Lors du coup d'État du 30 prairial an VII, il doit démissionner sous la pression de Barras et de Sieyès, les Conseils l'estimant responsable des défaites de la France.
Il vit encore vingt-cinq ans, sans aucune activité politique. Il meurt le 27 mars 1824 et est inhumé au cimetière du Père-Lachaise (39e division).

## Portrait
La Révellière-Lépeaux fut jugé sévèrement par ses contemporains en raison notamment de la succession des coups d'État  du Directoire dans lesquels il est impliqué. Il n'en demeure pas moins un observateur averti et lucide sur son époque. À ce titre, ses Mémoires conservent un grand intérêt, néanmoins partial, sur le Directoire et la période révolutionnaire.
Le 12 floréal an V, après avoir lu un exposé sur le culte et les cérémonies civiles à l'Académie des sciences morales et politiques, Talleyrand lui fit remarquer : « Je n'ai qu'une observation à vous faire. Jésus-Christ, pour fonder sa religion, a été crucifié et est ressuscité. Vous auriez dû tâcher d'en faire autant ».
L'historien Emmanuel de Waresquiel brosse un portrait peu amène de La Révellière : « [...] hypocrite, petit bossu, adepte de la théophilanthropie, une drôle de religion inventée par lui, anticlérical et vaniteux [...] ».

## Postérité
Une rue porte son nom dans la commune de Bellevigne-en-Layon et la ville de Montaigu a donné son nom à une place dans le centre-ville. Sur cette place avait été érigée en 1886 un buste en bronze rendant hommage à La Revellière-Lépeaux. Cette sculpture fut fondue entre 1941 et 1945 par le régime de Vichy, dans le cadre de la mobilisation des métaux non ferreux. En 1954, une réplique en résine d'après le buste de David d'Angers vient remplacer l'original détruit.

### Publications
- Arrêtés du Directoire exécutif, concernant les militaires employés dans l'intérieur. A Paris: De l'Imprimerie du Dépôt des lois, 1796
- Arrêté du Directoire exécutif, concernant l'application à faire des lois sur les émigrés, aux habitans des départemens réunis qui ont passé en pays étranger pendant le cours de l'an II, et ne sont pas rentrés dans les trois mois de la publication de la loi du 9 vendémiaire, an IV. A Paris: De l'Imprimerie du Dépôt des lois, 1796
- Réflexions sur le Culte, sur les Cérémonies civiles et sur les Fêtes Nationales, lues à l'Institut, le 12 floréal an V de la république, dans la séance de la classe des sciences morales et politiques, Paris, 1797.
- Réponses de L.M. Révellière-Lépeaux, aux dénonciations portées au Corps Législatif contre lui et ses anciens collègues, 1799
- Notice du Patois vendéen - éditions Dugast-Matifeux 1867 ; Lecture en ligne - Archives de la Vendée
- Mémoires de La Revellière-Lépeaux. Membre du Directoire executif de la République Française et de l'Institut national. Tome premier; Tome dieuxième; Tome troisième, publiés par son fils. Paris: Libraire Plon. 1895